# Jean Baptiste Alexandre Strolz
 (décembre 2019).
Le contenu est difficilement compréhensible vu les erreurs de traduction, qui sont peut-être dues à l'utilisation d'un logiciel de traduction automatique.
Pour les articles homonymes, voir Strolz.
Jean Baptiste Alexandre Strolz, né le 6 août 1771 à Belfort et mort le 27 octobre 1841 à Paris, est un général français de la Révolution et de l’Empire. Il était le chef d' état major d'André Masséna pendant la campagne d'Italie; gouverneur de la province de Basilicate ; aide de camp de Joseph Bonaparte, roi de Naples et roi d'Espagne ; baron du Premier Empire français ; membre du Parlement et pair de France. Strolz est l'un des noms inscrits sous l'arc de triomphe de l'Étoile, à la colonne 22,

## Origines
Né le 6 août à Belfort, 5 rue de l'Etuve comme deuxième fils de Peter Leo(pold) plus tard nommé Pierre Léon Strolz, architecte d'origine de la mineure nobilité autrichienne de Vorarlberg, inspecteur des ponts et chaussées, et de Marie Claire, née Schmitt. La famille a une proche amitié avec la famille de Jean-Baptiste Kléber et après la mort du père de Kléber avec son beau-père Jean-Martin Burger entrepreneur et maître charpentier qui travaille souvent avec Pierre Léon. Le 12 janvier 1791, Pierre Leon and Kléber travaillent comme expèrts-éstimateurs de l'abbaye sécularisée de Masevaux.
Ses parents l'ont destiné au barreau, mais la Révolution et la suggestion de Kléber qui, comme ancien officier de l'Armée impériale allemande s' a securisé un brevet de lieutenant-colonel , le fit entrer dans l'armée comme engagé volontaire au 1er régiment de chasseurs à cheval en 1790.

## Carrière militaire
Il sert à l’armée de la Moselle et à l'armée du Nord pendant les campagnes de 1793 et de 1794, combat à Fleurus et est employé à l’armée de Sambre-et-Meuse de 1794 à 1796. Sous-lieutenant provisoire et aide de camp de Kléber en septembre 1794 il est successivement aide de camp des généraux Hatry et Moreau. Capitaine en juin 1798 au 16e régiment de chasseurs, chef d’escadron en février 1800, puis major au 19e chasseurs à cheval.
Il est sous-chef de l'état major général de l'Armée d'Italie, nommé Colonel sur le champ de bataille de Verona le 29 octobre 1805 par Massena. Il se bat à Austerlitz, où il reçoit le 2 décembre 1805 treize coups de lance,. En décembre 1805, il est choisi comme adjutant general par Joseph Bonaparte. Confirmé comme colonel du régiment des chevaux légers de la garde royale du royaume des Deux-Siciles le 25 juillet 1806. Strolz est nommé général de brigade de l'armée du roi de Naples le 30 octobre 1807). En 1807, il est gouverneur de la province de Basilicate, combattant les insurgés loyaux au roi Ferdinand . Le 20 mai 1808, il est nommé 1er écuyer et aide de camp du roi Joseph Bonaparte roi de Naples. Strolz commande une brigade d'infanterie sous les ordres du général Mathieu lors des préparatifs de l'expédition de Sicile.
Il est transféré au service du royaume d'Espagne et entre Madrid avec le roi Joseph le 12 juillet 1808, retraite de la ville le 29 juillet 1808 où il est encore une fois aide de camp du roi,
Il est cité par Napoléon Bonaparte pour vaillance pendent la bataille d'Espinosa de los Monteros le 8 novembre 1808. Il se signale à Talavera les 27 et 28 juillet 1809. Le 30 aout 1809, le roi Joseph écrit à Napoléon : 

« Le général Strolz, mon aide de camp a eu le bonheur de commander la brigade qui a fait prisonnier le 23e régiment de cavalerie anglais. Je prie Votre Majesté de le nommer officier de la Légion d'honneur, il est déjà légionnaire, c'est une récompense qu'il regarde comme au-dessous de tout ce qu'on pourrait faire pour lui. C'est le même officier que Votre Majesté chargea d'une reconnaissance en arrivant à Vittoria, et qui, en ayant rendu compte à Votre Majesté à Burgos, mérita qu'elle me dit: "Voilà un officier de la bonne roche" Il l'a prouvé au combat d'Alcabon, à Talavera et à Almonacid. »

Strolz reçoit une dotation de deux millions Reals de la part du roi Joseph le 11 septembre 1809;
Baron de l'Empire par lettres patentes du 15 juin 1810, il est fait général de division et le 15 février 1811 passe au grade de lieutenant général,. Début 1814 il est réintégré dans les rangs de la Grande Armée, au grade de général de brigade. Il est confirmé le 21 janvier 1814 comme le grade de général de division de l'armée française avec date du rang 1er juillet 1813. Le 21 février 1814, il reçoit confirmation officielle comme aide-de camp de Joseph Bonaparte en France avec la date du 1er juillet 1813.
II défend Paris contre les coalisés les 30 et 31 mars 1814.
Strolz remet les derniers ordres de Joseph Bonaparte au maréchal Marmont sur les hauteurs de Belleville pendant la bataille de Paris le 30 mars 1814 et est présent à l'abdication de l'empereur Napoléon à Fontainebleau le 20 avril 1814. Le 10 juillet 1814, Strolz est mis en retraite avec le grade de lieutenant général.

## Cent Jours
Après le retour de Napoléon de l'île d'Elbe, Strolz est fait gouverneur de Strasbourg. Le 7 juin 1815 il reçoit le commandement de la 9e division de cavalerie, formée de la 1re brigade de cavalerie du général André Burthe, du 5e régiment de dragons (4 escadrons) sous le colonel Jean-Baptiste-Antoine Canavas de Saint-Amand et du 13e régiment de dragons (4 escadrons) sous le colonel Jean-Baptiste Saviot. L'ensemble, avec la 10e division de cavalerie du général Chastel et deux batteries d'artillerie de la 9e division de cavalerie du général Strolz, faisait partie du 2e corps de cavalerie de l'armée de Belgique de Napoléon du général Rémy Joseph Isidore Exelmans.

### Bataille de Ligny
L'après-midi du 15 juin 1815, la cavalerie de Strolz a poursuivi l'arrière-garde prussienne, ses dragons ont battu le 6e régiment de uhlans et sorti le bataillon d'infanterie allemande des bois de Gilly en Belgique. Le 16 juin 1815, le IIe Corps de cavalerie d'Exelmans a défendu le flanc droit de la dernière victoire de Napoléon. Les résultats de reconnaissance ont signalé la position de 20 000 Prussiens en retraite à Gembloux, mais les effectifs de Strolz et Louis Pierre Aimé Chastel, avec 3 000 cavaliers seulement, étaient trop faibles pour une attaque le 17 juin.

### Waterloo
Pendant la bataille de Waterloo le 18 juin, la 9e division de cavalerie de Strolz a combattu à Wavre au flanc gauche au bord ouest de la rivière Dyle, Chastel gardant le flanc droit au bord Est. Le 20e régiment de dragons est engagé pendant les combats du 20 juin à Namur.

### Rocquencourt et Le Chesnay
Le 1er juillet 1815, la Grande Armée de Napoléon a obtenu ses dernières victoires à Rocquencourt et Le Chesnay, la 2e division de cavalerie du général Strolz avec trois bataillons du 44e régiment d'infanterie et un demi bataillon de la Garde Nationale de Sèvres battent la brigade de cavalerie prussienne du lieutenant-colonel Eston von Sohr, détruisant le 3e régiment des hussards de Brandenbourg et le 5e régiment des hussards de Poméranie.

## Restauration
Il est mis en non-activité le 25 juillet 1815 au retour de Louis XVIII mais il succède en 1820 au général Lauriston comme commissaire extraordinaire du roi à Brest. Ayant quitté peu après ces fonctions, il se retire en Alsace où il s'occupe d'agriculture.

## Révolution de Juillet 1830
Après la révolution de 1830, Louis-Philippe Ier le rappelle au service en qualité d'inspecteur général de la gendarmerie, nommé par le maréchal Gérard, et le fait lieutenant général de cavalerie. Strolz est député à la Chambre de 1831 à 1837. Élu le 5 juillet 1831, député du 5e collège du Haut-Rhin (Belfort), par 80 voix (156 votants, 171 inscrits), contre 68 à M. Frédéric Japy, et réélu le 21 juin 1834 par 116 voix (186 votants, 213 inscrits), contre 65 à M. Roman. Il siége dans la majorité dévouée aux ministres, et ne se représente pas aux élections de 1837. Grand-croix de la Légion d'honneur le 18 avril 1834, Louis-Philippe le fait pair de France en 1839.

## Mariage et enfants
Il s'est marié le 28 avril 1818, à Rose Éléonore Virginie Louise, née Boinet. (29 novembre 1797 à Pirmasens, Bavière, 4 avril 1848 à Paris) Ils ont quatre enfants.

## Tombe
Il est enterré au cimetière du Montparnasse, Div15, av. de l’Ouest, 2e ligne (Paris 14e).

## Distinctions
- Il fait partie des 660 personnalités à avoir son nom gravé sous l'arc de triomphe de l'Étoile. Il apparaît sur la 22e colonne (l’Arc indique STROLTZ)[17],[20].
- À Belfort (90000), ville de sa naissance, une rue est nommée "Rue du Général Strolz"[21]
- Chevalier de la Légion d'honneur (5 germinal an XI) (25 mars 1804) (matricule no 13446)[22],[23]
- Chevalier de l'ordre de la Couronne de fer (6 juin 1805)
- Chevalier de l'ordre de l'Éperon d'or et comte palatin de l'église de Saint-Jean du Latran (2 February 1807)[24].
- Commandeur de l'ordre des Deux-Siciles (19 mai 1808)[25]
- Grand croix de l'ordre royal d’Espagne (18 juin 1810)[26];
- Grand cordon de l'ordre royal d'Espagne (15 février 1811)[26];
- Chevalier de l'ordre royal et militaire de Saint-Louis (1er novembre 1814)[26];
- Officier de la Légion d'honneur (9 novembre 1814)[23];
- Commandeur de la Légion d'honneur (23 mai 1825)[23];
- Grand officier de la Légion d'honneur (18 avril 1834)[23];

## Dates de rang et promotions
- Engagé volontaire comme aide de camp de général de Ferrier du Chatelet, région de Belfort en mars 1790[27];
- Chasseur à cheval (1er régiment de chasseurs à cheval) le 8 avril 1793[28] ;
- Sous-lieutenant et aide de camp de général Kléber le 22 septembre 1794 ;
- Lieutenant (16e régiment de chasseurs à cheval) le 26 décembre 1795[29];
- Caractérisé comme officier et aide de camp intelligent et courageux le 24mai 1797 (5 Prairial V), par le général François-Joseph Lefebre (1755-1820))[30].
- Aide de camp du général Hatry le 2 janvier 1798 ;
- Capitaine (16e chasseurs à cheval) le 23 juin 1798[28] ;
- Chef d’escadron le 21 janvier 1799 ;
- Major (19e régiment de chasseurs à cheval) (=lieutenant colonel) le 6 Brumaire XII/ 29 octobre 1803[31] ;
- Sous-chef de l'état major général de l'Armée d'Italie.
- Colonel sur le champ de bataille de Verona le 29 octobre 1805[9] ;
- Bataille d'Austerlitz, où il reçut le 2 décembre 1805 treize coups de lance[10],[11]
- Décembre 1805, adjutant general de Joseph Bonaparte[12]
- Colonel du régiment des chevaux légers de la Garde royale du royaume des Deux-Siciles (25 juillet 1806)[12];
- Général de brigade de l'armée du roi de Naples le 30 octobre 1807)[1];
- Gouverneur de la province de Basilicate, combat contre les insurgés loyaux au roi Ferdinand (1807)[1];
- 1er écuyer et aide de camp du roi Joseph de Naples le 20 mai 1808)[1];
- Transféré au service du royaume d'Espagne en juillet 1808)[1];
- Entrée à Madrid avec le roi Joseph le 12 juillet 1808, retraite de la ville le 29 juillet 1808)[1];
- Cité par Napoléon Bonaparte pour vaillance pendent la bataille d'Espinosa de los Monteros le 8 novembre 1808[13];
- 22–28 juillet 1809, bataille de Talavera de La Reyna, commandeur d'une brigade de cavalerie, cité pour vaillance[13];
- Bataille d'Almonacid le 9 août 1809;
- Reçoit une dotation de deux millions Reals de la part du roi Joseph le 11 septembre 1809[15];
- Baron de l'Empire le 15 juin 1810 ;
- Lieutenant général de l'armée d'Espagne comme maréchal de camp et premier écuyer du Roi le 15 février 1811[17],[16] ;
- Nommé le 6 septembre 1812 ensemble avec le comte Melito et généraux Merlin et Lucotte comme les officiers qui, en juillet 1812 ont favorisé le soutiens de l'Armée de Portugal[32].
- Général de brigade, grade confirmé dans l'Armée française le 23 janvier 1814 ;
- Général de division de l'Armée de l'Empire français avec date de rang du 1er juillet 1813[17];
- 13 février 1814, mission de reconnaissance pour Joseph Bonaparte sur les canaux du Loing et du Moret, rendez-vous avec le général Pajol[33];
- 13 février 1814, retour avec mauvaises nouvelles, lignes rompues à Bray, Sens perdue, défense de Fontainebleau nécessaire[34].
- Nommé aide de camp du roi Joseph Bonaparte en France le 21 février 1814 avec date de rang de général de brigade du 1er juillet 1813[18];
- Strolz nomme le capitaine Jean Thomas Rocquancourt son aide de camp le 21 février 1814[35]
- Strolz remet les derniers ordres de Joseph Bonaparte au maréchal Marmont sur les hauteurs de Belleville pendant la bataille de Paris le 30 mars 1814[17];
- Présent à l'abdication de l'empereur Napoléon à Fontainebleau le 20 avril 1814 ;
- Mis en retraite avec le grade de lieutenant général le 10 juillet 1814 ;
- Nommé gouverneur de Strasbourg par Napoléon le 26 mars 1815[36];
- Confirmé dans le grade de lieutenant général par Napoléon le 21 April 1815[37];
- Nommé commandant de la 9e division de cavalerie le 7 juin 1815[36],[38];
- Bataille de Waterloo
- Cité par le général Exelmans pour vaillance pendent les Batailles de Velisy et Roquencourt le 1er juillet 1815[17],[39];
- Mis en retraite demi soldé le 25 juillet 1815 ;
- Nommé lieutenant-général en disponibilité le 25 février 1819[40];
- Emprisonné pendant la terreur blanche;
- Réintégré le 26 janvier 1820, transféré au grand état-major le 1er avril 1820[41];
- Commandant supérieur du département du Finistère et de la place de Brest (provisoire) le 8 novembre 1820[42] ;
- Mis en retraite le 31 janvier 1821 ;
- 1823, réintégré pour la guerre d'Espagne, à la suite de l'état major du corps de Louis-Antoine, duc d'Angoulême, fils du futur roi Charles X, présent à la conquête de Madrid et la bataille de Trocadéro[43].
- 15 septembre 1828, invité à la table du roi à l'occasion de la visite de Charles X et le Dauphin à Nancy[44].
- Réintégré comme lieutenant général et inspecteur général de la Gendarmerie française le 1er septembre 1830[28] ;
- Député de la région du Haut-Rhin de 1831 à 1837[45] ;
- 1832-1835, membre de la Commission chargé de l'examen du projet de loi relative aux pensions des militaires[46];
- 1833, Institut historique, membre correspondant de la 2e classe - histoire des langues et des littératures[47]
- 1834, premier souscripteur de l'Économie politique chrétienne ou recherches sur la nature et les causes du paupérisme en France et en Europe[48].
- 5 août 1836, Strolz réclame que son nom soit inscrit sur l'arc de triomphe de l'Étoile[49].
- Le 11 janvier 1837, le roi Louis Philippe accepte la demande de retraite de Strolz du 29 décembre 1836[50];
- Le 15 août 1839, Strolz est mis sur la liste des réservistes du grand état major général[17] et est créé pair de France[51],[52]